# احتجاجات اللاذقية 1999
احتجاجات اللاذقية 1999 (أو حادثة اللاذقية 1999) هي احتجاجات عنيفة وصدامات مسلحة، كانت قد اندلعت في مدينة اللاذقية في سوريا في أعقاب انتخابات مجلس الشعب عام 1998. حيث كانت أحداث العنف انفجار لصراع استمر طويلاً بين الرئيس السوري آنذاك حافظ الأسد وشقيقه رفعت الأسد. قتل شخصان في تبادل لإطلاق النار بين الشرطة السورية وأنصار رفعت الأسد جرا الإجراءات الصارمة تجاه أحد مراكب ميناء رفعت الأسد في اللاذقية. ونفت الحكومة ما أوردته المعارضة عن مئات القتلى والجرحى جراء الاحتجاجات.

## الخلفية

### محاولة الانقلاب عام 1984

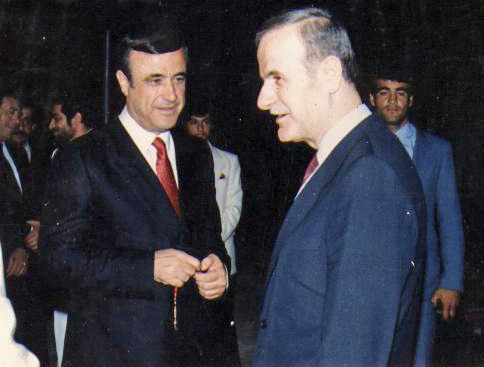
رفعت الأسد وشقيقه حافظ الأسد

عندما عانى حافظ الأسد من مشاكل قلبية في عام 1983، قام بتشكيل لجنة من ستة أعضاء لإدارة البلاد، ولم يكن اسم شقيقه رفعت الأسد مدرجاً على القائمة، في حين أن يتألف من أنصار حافظ الأسد المقربين من المسلمين السنة.
حيث بدأ هذا الإجراء يشكل قلقاً في سلك الضباط الذي يهيمن عليه العلويون، وبدأ العديد من الضباط ذوي الرتب العالية بالالتفاف حول رفعت الأسد، بينما بقي آخرون موالون لحافظ الأسد.
قوات رفعت الأسد، والتي كانت تبلغ حوالي 55000 مدعومة بالدبابات والمدفعية والطائرات وطائرات الهليوكبتر، بدأت بفرض السيطرة على دمشق، بمحاولة واضحة لرفعت الأسد لخلافة شقيقه حافظ الأسد.
كانت التوترات بين القوات الموالية لرفعت الأسد والقوات الموالية لحافظ الأسد شديدة، ولكن بحلول شهر سبتمبر من عام 1984 كان حافظ الأسد قد تعافى وتولى السلطة، عندها حيث احتشد معظم الضباط حوله، في ما بدا حلاً وسطاً، حيث أصبح رفعت الأسد نائباً للرئيس بالإضافة إلى المسؤولية عن الشؤون الأمنية، فيما بعد أُرسل رفعت الأسد إلى الخارج في زيارة عمل مفتوحة حيث تم تطهير الجيش السوري وحزب البعث من مؤيدي رفعت الأسد الذين لم يثبتوا ولائهم لحافظ الأسد في السنوات القليلة المتتابعة، فيما بعد بقي رفعت الأسد في المنفى ما بين فرنسا وإسبانيا، وبقي محتفظاً بلقب نائب الرئيس حتى عام 1998 ، عندما تم تجريده من اللقب.
و كان قد أسس إمبراطورية تجارية سواء داخل سوريا أو خارجها وذلك جزئياً من خلال ابنه سومر.

### انتخابات مجلس الشعب 1998
| Party                  | Party                              | الأصوات   | % | المقاعد | +/- |
| ---------------------- | ---------------------------------- | --------- | - | ------- | --- |
|                        | حزب البعث العربي الإشتراكي         |           |   | 135     | 0   |
|                        | المستقلين                          |           |   | 83      | 0   |
|                        | الحزب الشيوعي السوري               |           |   | 8       | 0   |
|                        | حزب الاتحاد الاشتراكي العربي       |           |   | 7       | 0   |
|                        | حزب الوحدويين الاشتراكيين          |           |   | 7       | 0   |
|                        | الحزب العربي الاشتراكي             |           |   | 4       | 0   |
|                        | الحزب الوحدوي الاشتراكي الديمقراطي |           |   | 4       | 0   |
|                        | حزب الاتحاد العربي الديمقراطي      |           |   | 2       | 0   |
| الأصوات الباطلة / فارغ | الأصوات الباطلة / فارغ             |           | - | -       | -   |
| المجموع                | المجموع                            | 5,501,940 |   | 250     | 0   |
| Source: Nohlen et al.  |                                    |           |   |         |     |

جرت انتخابات مجلس الشعب في سوريا بين 30 نوفمبر و1 ديسمبر، حيث فازت الجبهة الوطنية التقدمية التي يقودها حزب البعث بأغلبية المقاعد. في 11 فبراير من عام 1999 جرى استفتاء وطني للتحقق من قرارات الجمعية بترشيح الرئيس حافظ الأسد لولاية خامسة في منصبه، وكما تكهن بارتقاء بشار الأسد إلى منصب نائب الرئيس، بعد حصوله على رتبة عقيد في الجيش في يناير من ذلك العام. في شهر يونيو قامت السلطات السورية بحملة من قبل بشار الأسد لمواجهة الفساد في الوظائف العامة، مما أدى إلى احتجاز عدد من المسؤولين ورجال الأعمال.
و بعد محاكمة لمدة تسعة أشهر، حكم على مدير جهاز المخابرات السوري السابق بالسجن لمدة طويلة بتهمة الفساد واختلاس الأموال العامة.

## الاحتجاجات

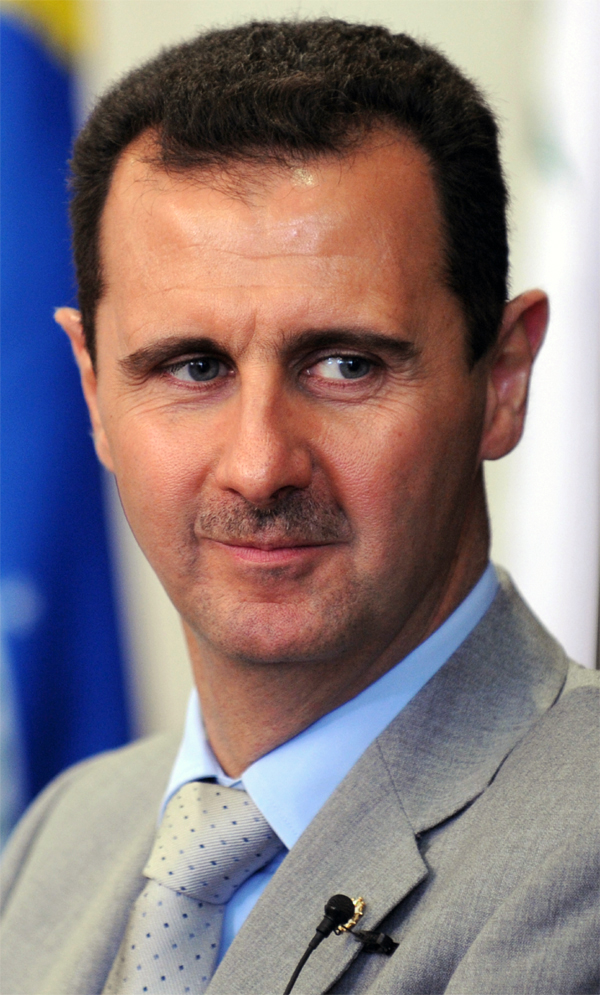
بشار الأسد خليفة حافظ الأسد في رئاسة سوريا

في سبتمبر حملة اعتقالات واسعة النطاق على يد قوات الأمن السورية طالت حوالي 1000 شخص في دمشق واللاذقية استهدفت أنصار وأقارب رفعت الأسد. في أكتوبر إغلاق العديد من مصالح رفعت الأسد أثار توترات عنيفة بين أنصار رفعت الأسد وقوات الأمن. حيث كانت الرواية الرسمية تتحدث عن تجاهل رفعت الأسد لعدد من قوانين وزارة النقل السورية بقيام رفعت الأسد بهدم حاجز ميناء ومجمع مصاحب له اللذان كانا مبنيان على بعد 11.410 متر عن الأرضي العامة.

عندما أرسل الشرطة لفرض إغلاق المجمع، ووجهوا بنيران الأسلحة الخفيفة حيث انسحبوا من هناك. وقامت قوات الأمن بعد ذلك بمهاجمة واحتلال الميناء، مما أدى إلى مقتل شخصين. تقارير المعارضة لتلك الأحداث والتي كانت الحكومة السورية قد رفضتها تشير إلى وقوع مئات الأشخاص بين قتلى وجرحى.

بعد الأحداث، حذر وزير الإعلام محمد سلمان رفعت الأسد من العودة إلى سوريا وقال بأنه سيواجه اتهامات جنائية.
و أوضح سبب عد قانونية ميناء رفعت الأسد الذي كان قد تم التغاضي عنه لمدة أربع سنوات (1995-1999) قبل الحملة الأمنية عليه.

## رد فعلرفعت الأسدحول خلافةبشار الأسدلرئاسة الجمهورية
احتج رفعت الأسد في فرنسا على خلافة بشار الأسد لوالده حافظ الأسد في منصب رئاسة الجمهورية، مدعياً أنه يجسد "الشرعية الدستورية فقط" (حيث زعم بأن قرار إقالته غير دستوري)، وقام بتقديم خطط لعودته إلى سوريا في وقت من اختياره لتولي "مسؤوليته وتلبية رغب الشعب" ، وأنه سيحكم بإحسان وبديموقراطية، وقال أنه سيقوم بذلك بـ "قوة الشعب والجيش" وراءه.